# Minilernaea floricapitella
Minilernaea floricapitella is een eenoogkreeftjessoort uit de familie van de Lernaeidae. De wetenschappelijke naam van de soort is voor het eerst geldig gepubliceerd in 2005 door Thatcher & Huergo.